# Nawaratri

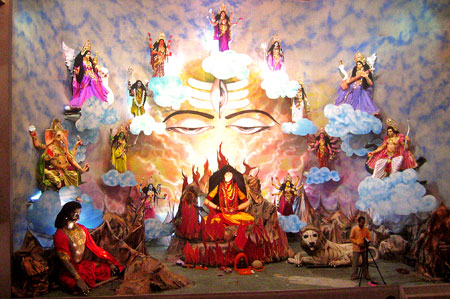
dziewięć postaci Durgi

Nawaratri (dewanagari नवरात्रि, trl. nawarātri, „dziewięć nocy”
święto nowej nocy,
również Durgapudźa)
– święto hinduistyczne ku czci Durgi, obchodzone pod koniec pory deszczowej w miesiącu aświna. Upamiętnia dziewięć dni, podczas których Parwati, żona Śiwy, mogła opuścić męża i odwiedzać swoją matkę.

## Nazewnictwo kolejnych dni święta
9. Nawami
10. Dasami, Daśara, Daśahara, Widźaja Dasama (Dziesiąty dzień Zwycięstwa), Dussera